# 博蒙皮耶德伯夫 (萨尔特省)
博蒙皮耶德伯夫（法語：Beaumont-Pied-de-Bœuf，法語發音：[bomɔ̃ pje də bœf]）是法国萨尔特省的一个市镇，位于该省东南部，属于拉弗莱什区。同名市镇在相邻的马耶讷省亦有出现。

## 地理
博蒙皮耶德伯夫（47°45'35"N, 0°24'4"E）面积24.68 平方千米，位于法国卢瓦尔河地区大区萨尔特省，该省份为法国西北部内陆省份，北起顺时针与奥恩省、厄尔-卢瓦省、卢瓦-谢尔省、安德尔-卢瓦尔省、曼恩-卢瓦尔省和马耶讷省接壤，是法国大西部的入口，连接卢瓦尔河谷、布列塔尼和巴黎盆地。
与博蒙皮耶德伯夫接壤的市镇（或旧市镇、城区）包括：弗莱、拉韦尔纳、吕索、马里涅拉耶、马耶。

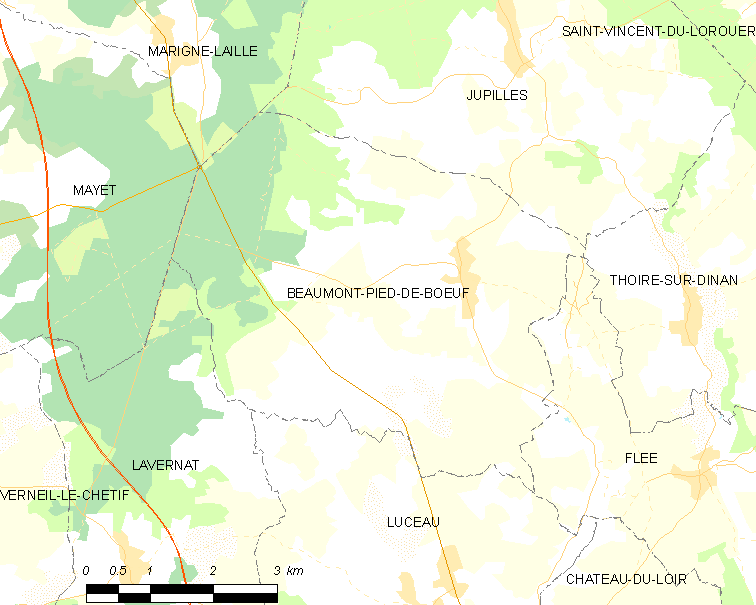
的OSM定位图

博蒙皮耶德伯夫的时区为UTC+01:00、UTC+02:00（夏令时）。

## 行政
博蒙皮耶德伯夫的邮政编码为72500，INSEE市镇编码为72028。

## 政治
博蒙皮耶德伯夫所属的省级选区为卢瓦河畔蒙瓦勒县。

## 人口

1962-2008年间人口变化图示

博蒙皮耶德伯夫于2022年1月1日时的人口数量为476人。